# Kleblach-Lind
Kleblach-Lind è un comune austriaco di 1 181 abitanti nel distretto di Spittal an der Drau, in Carinzia. È stato istituito nel 1964 con la fusione dei comuni soppressi di Kleblach e Lind im Drautal; capoluogo comunale è Lind im Drautal.